# Список правителей Бутана
Король Бутана — глава государства Бутан. Государство Бутан основал буддийский монах Шабдрунг Нгаванг Намгьял в середине XVII века. По его завещанию, после его смерти, в стране был введён режим двоевластия. Страной правили гражданский лидер (Друк Дези) и религиозный (Дже Кхемпо), но оба под номинальным контролем тибетского ламы. Правда лама, или Шадбрунг был ребёнком, и над ним имел фактическую власть гражданский лидер (Друк Дези или Дебу Раджа, в оригинале: sde-srid phyag-mdzod).

## Светские лидеры (Друк Дези)
- 1637—1651 Шабдрунг Нгаванг Намгьял (р.1594—у.1651) — основатель государства

### Друк Дези
1. 1651—1655 Иенцин Друггьэ
2. 1655—1667 Тенцин Друкдак
3. 1667—1680 Чогьял Мингьюр Тенпа
4. 1680—1694 Гьесэ Нгаван Тенцин Рабчжэ (р.1638—у.1696)
5. 1695—1701 Гедун Чопхэл
6. 1701—1704 Нгаванг Церинг
7. 1704—1707 Умцэ Пелджор
8. 1707—1719 Друк Рабгье
9. 1719—1729 Нгаван Гьяцо
10. 1729—1736 Мипхам Вангпо
11. 1736—1739 Хуво Пелджор
12. 1739—1744 Нгаванг Гьялцен
13. 1744—1763 Шераб Вангчук (р.1697-у.1765)
14. 1763—1765 Друк Пхунчо
15. 1765—1768 Друк Тенцин
16. 1768—1773 Донам Лхендуб
17. 1773—1776 Кунга Ринчен
18. 1776—1788 Джимге Сэнгье
19. 1788—1792 Друк Тенцин
20. 1792—1799 Соднам Джалцан
21. 1799—1803 Друк Намгьял
22. 1803—1805 Соднам Джалцан
23. 1805—1806 Сэнгье Тенцин
24. 1806—1808 Бумцэ Падоба
25. 1807—1808 Боп Чхода
26. 1809—1810 Цултрим Дагпа
27. 1810—1811 Джимге Дакпа
28. 1811—1815 Йеши Джалцэн
29. 1815 Шапугба Дорджи
30. 1815—1819 Соднам Дракгьял
31. 1819—1823 Тенцин Друкда
32. 1823—1831 Чогьи Пургьял
33. 1831—1832 Дорджи Намгьял
34. 1832—1835 Чинлэ
35. 1835—1838 Чогьи Пургьял
36. 1838—1847 Дорджи Норбу
37. 1847—1850 Таши Дорджи
38. 1850 Ванччук Гьялпо (в Тхипху)
39. 1850—1852 Чагпа Сэнгье (в Пунакхе)
40. 1852—1856 Дамче Лхундап

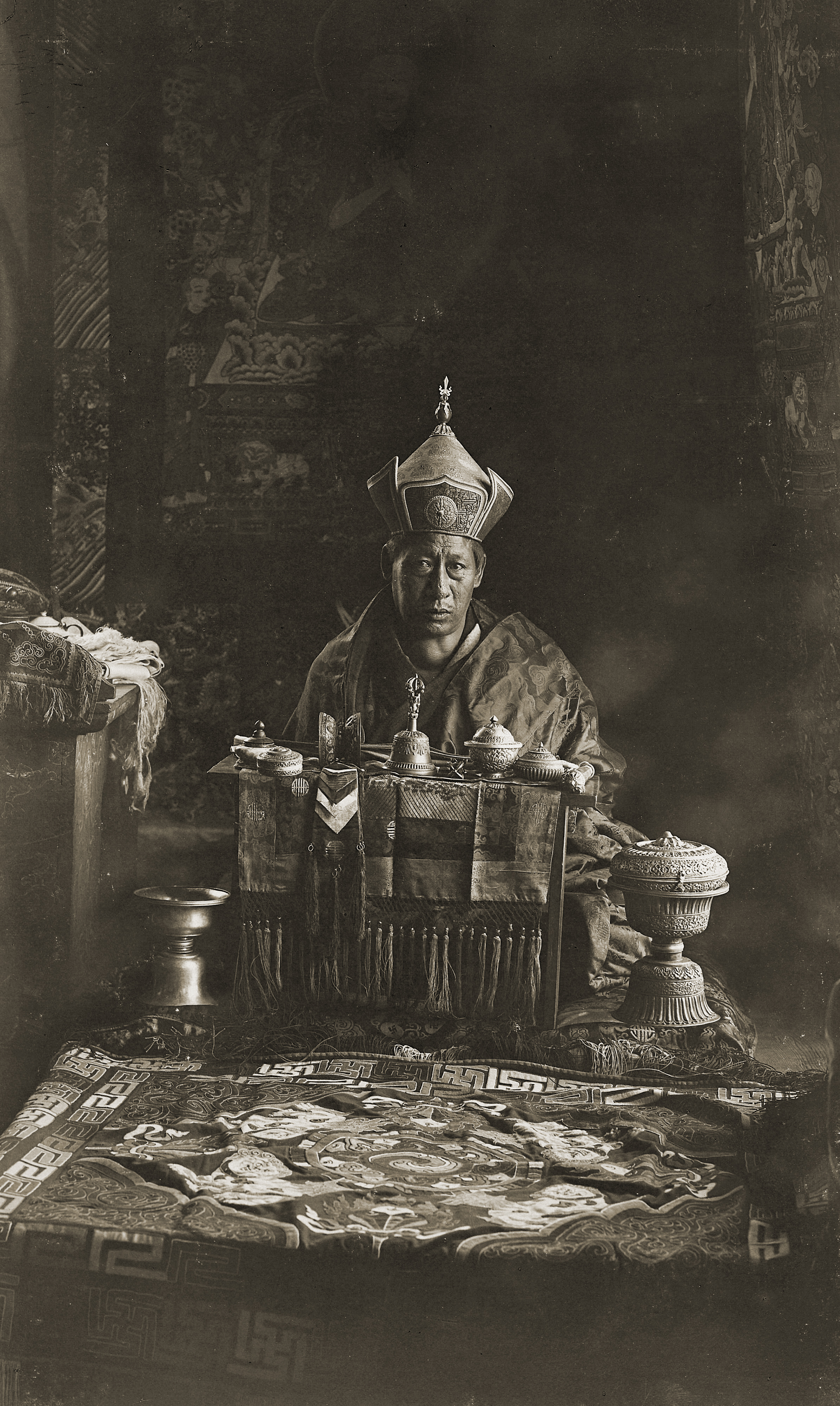
Чоли Йеши Нгодуб — последний Друк Дези Бутана
41. 1856—1861 Кунга Палден (в Пунакхе)
42. 1856—1861 Шераб Тхаргин (в Тхипху)
43. 1861—1864 Пхунцог Намгьял
44. 1864 Цеван Ситуп
45. 1864 Каджу Вангчук
1865—1947 — Протекторат Британии
46. 1864—1877 Цеван Норбу (в Пунакхе)
47. 1866—1870 Цонду Пекар
48. 1870—1873 Джигме Намгьял
49. 1873—1877 Гьишэпа Дорджи Намгьял
50. 1877—1878 Джигме Намгьял
51. 1877—1885 Пунцог Дорджи (в Пунакхе)
52. 1877—1885 Ало Дорджи (в Тхимпху)
53. 1878—1879 Гьишэпа Дорджи Намгьчл
54. 1879—1880 Чогьял Цэнпо
55. 1880—1881 Джигме Намгьял
56. 1881—1883 Лама Цеван
57. 1883—1885 Кава Цэнпо
58. 1885—1901 Сэнгье Дорджи
59. 1903—1907 Йеши Нгодуб (р.1851—у.1917)

## Короли Бутана
Монархия была установлена в 1907. Правителями Бутана стали представители из династии Вангчуков, которые долгое время были правителями округа Тонгса. Титулом короля был «Друк Гьялпо» или иначе «Король-дракон»
| Портрет | Имя                   | Дата рождения   | Начало правления (Коронация)    | Конец правления                       | Дата смерти        | Примечания                                       |
| ------- | --------------------- | --------------- | ------------------------------- | ------------------------------------- | ------------------ | ------------------------------------------------ |
|         | Угьен                 | 11 июня 1862    | 17 декабря 1907                 | 21 августа 1926                       | 21 августа 1926    | основатель династии, первый король Бутана        |
|         | Джигме                | 1905            | 21 августа 1926 (16 марта 1927) | 24 марта 1952                         | 24 марта 1952      | сын предыдущего                                  |
|         | Джигме Дорджи         | 2 мая 1928      | 24 марта 1952                   | 21 июля 1972                          | 21 июля 1972       | сын предыдущего                                  |
|         | Джигме Сингье         | 11 ноября 1955  | 21 июля 1972 (2 июня 1974)      | 14 декабря 2006 (Отрёкся от престола) | Здравствует поныне | сын предыдущего; отрёкся от престола в 2006 году |
|         | Джигме Кхесар Намгьял | 21 февраля 1980 | 14 декабря 2006 (6 ноября 2008) | Здравствует поныне                    | Здравствует поныне | сын предыдущего                                  |